# Federica Abbate

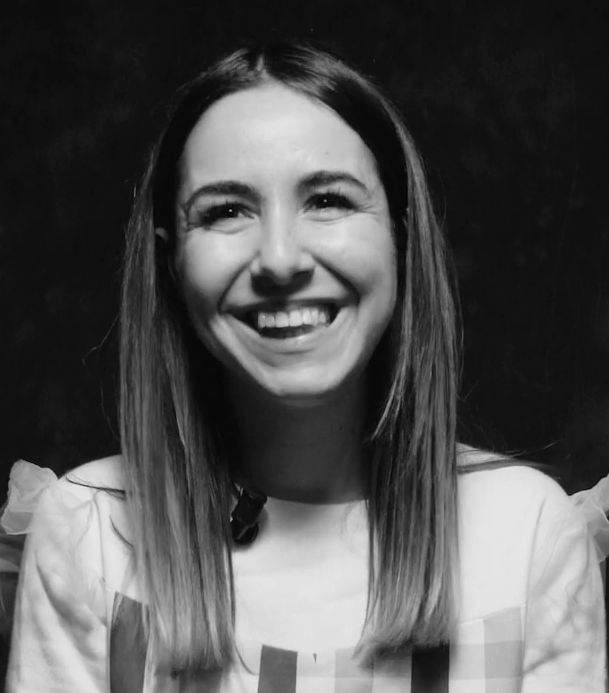
Federica Abbate (2020)

Federica Abbate (* 23. Januar 1991 in Mailand) ist eine italienische Songwriterin und Sängerin.

## Werdegang
Abbate begann ihre musikalischen Erfahrungen mit dem Klavier. Sie studierte Soziologie, wandte sich nach dem Abschluss aber wieder der Musik zu. Nach ihrem Sieg bei der ersten Ausgabe des Songwriter-Wettbewerbs Genova x voi in Genua wurde sie von Universal Music unter Vertrag genommen. Seitdem schrieb sie u. a. Lieder für Deborah Iurato, Alessandra Amoroso, Noemi, Arisa, Francesca Michielin und Fedez. Mit Roma-Bangkok für Baby K und Giusy Ferreri war sie auch am erfolgreichsten Lied des Jahres in Italien 2015 beteiligt. Beim Sanremo-Festival 2016 trat Francesca Michielin mit dem Lied Nessun grado di separazione an, das wiederum Abbate mitgeschrieben hatte; nach dem zweiten Platz im Wettbewerb landete das Lied anschließend auf Platz eins der Charts und wurde als italienischer Beitrag zum Eurovision Song Contest 2016 ausgewählt.
Als Sängerin trat Abbate bislang zusammen mit Baby K (in Chiudo gli occhi e salto) und dem Rapper Marracash (in In radio und Niente canzoni d’amore) in Erscheinung.

## Diskografie
EP
- 2018: In foto vengo male

Singles
- 2013: Dammi ancora
- 2017: Fiori sui balconi
- 2018: Mi contraddico
- 2018: Pensare toppo mi fa male (feat. Marracash)
- 2018: Finalmente
- 2019: Quando un disederio cade
- 2019: Camera con vista (feat. Lorenzo Fragola)

Als Gastkünstler
- 2015: In radio (feat. Marracash)
- 2015: Chiudo gli occhi e salto (feat. Baby K)
- 2016: Niente canzoni d'amore (feat. Marracash)
- 2018: Un'estate al mare (feat. Selton)